# Muzikál ze střední
Muzikál ze střední (v anglickém originálu High School Musical) je americký filmový muzikál. Premiérově byl odvysílán 20. ledna 2006. Režie se ujal Kenny Ortega, scénář napsal Peter Barsocchini. Jedná se o 63. původní film společnosti Disney Channel (DCOM). Velmi úspěšný byl i soundtrack, který se stal nejprodávanějším albem roku 2006.

## Obsazení
| Zac Efron       | Troy Bolton      |
| Vanessa Hudgens | Gabriella Montez |
| Ashley Tisdale  | Sharpay Evans    |
| Lucas Grabeel   | Ryan Evans       |
| Corbin Bleu     | Chad Danforth    |
| Monique Coleman | Taylor McKessie  |

## Děj

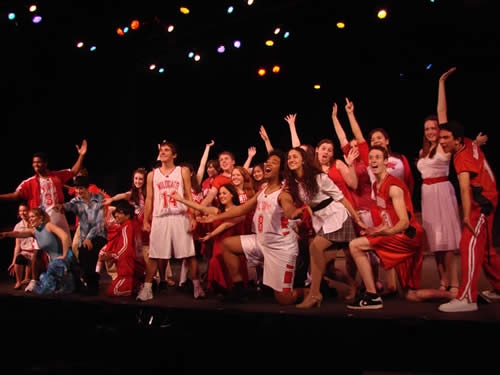

Hlavní postavy ve filmu jsou Troy Bolton (Zac Efron), kapitán basketbalového mužstva Wildcats (Tygři) a Gabriella Montez (Vanessa Hudgens), intelektuálka, kterou zajímá matematika a vědy. Společně se chtějí zúčastnit školního muzikálu, jejich soupeři jsou dvojčata Evansovi – Sharpay a Ryan (Ashley Tisdale a Lucas Grabeel). Další důležitou postavou je Kelsi Nielsen (Olesya Rulin), která ke školnímu muzikálu skládá hudbu.
Troy s Gabriellou se potkají o zimních prázdninách na silvestrovském večírku, kde je vyberou do karaoke soutěže, kde zpívají píseň Start of Something New. Od té doby, co se potkají i ve škole, mají k sobě zvláštní vztah. Troy se ale bojí říct svým kamarádům, že umí zpívat, a tak to drží v tajnosti – dokud si ale jejich největší soupeři Sharpay a Ryan, kteří v divadle září už od malička, nevšimnou jejich zájmu na školním muzikálu. Při zkouškách na hlavní roli jsou tito dva jasnými vítězi, dokud nezpívají Troy a Gabriella, a tak se uskuteční druhé kolo. Ale basketbalový tým a tým "chytrých" to jen tak nechtějí nechat, a tak na ně udělají past, do které se Troy chytne a Gabriella slyší Troye, jak říká, že už mu na ní nezáleží. Troy však neví, že to Gabriella slyšela a tak je překvapen, když se mu vyhýbá a odmítá jít na druhé kolo. Oba dva jsou smutní, a tak se nejlepší kamarád Troye Chad a kamarádka Gabrielly Taylor rozhodnou udělat něco s tím, aby se tak netrápili a dali se zase dohromady. Troy souhlasí, ale Gabriela se nedá tak lehce přemluvit. Troy se staví u Gabrielly doma, ale ta se zapře, že si píše úkoly. Troy se nenechá jen tak odbýt, a tak jí začne volat. Gabriella si rozsvítí v pokoji a Troy vyleze na její balkón, kde ji zazpívá kousek písničky, u které se seznámili. Od toho dne spolu začnou trénovat na druhé kolo. Ale bohužel je uslyší Sharpay a Ryan, a vědí, že pokud by se druhé kolo přesunulo na další den, ani jeden z nich by to nestihl, protože Gabriella má desetiboj, a Troy zápas v basketbalu. Snaží se proto přemluvit paní profesorku, aby druhé kolo přesunula, což se jim nakonec povede. Tygři a Gabriela s Taylor však neztrácejí hlavu a podaří se jim udělat zkrat v tělocvičně a zároveň ukončit desetiboj, a tak mohou zpívat. Všem se jejich píseň líbí, a tak dostanou role. Konec se odehrává na hřišti, kdy Tygři vyhrají zápas, a vše končí písní o tom, že sny se mohou vyplnit.

## Hudba
| Píseň                                | Hlavní zpěváci                           | Ostatní zpěváci                          | Místo                                |
| ------------------------------------ | ---------------------------------------- | ---------------------------------------- | ------------------------------------ |
| Start Of Something New               | Troy a Gabriella                         | None                                     | Mountain Ski Resort                  |
| Get'cha Head in the Game             | Troy                                     | Basketball Players                       | East High's Gym                      |
| What I've Been Looking For           | Ryan a Sharpay                           | None                                     | East High's Auditorium               |
| What I've Been Looking For (repríza) | Troy a Gabriella                         | None                                     | East High's Auditorium               |
| Stick To The Status Quo              | Zeke, Martha, Skater Dude, Sharpay, Ryan | Jocks, Brainiacs, Skater Dudes, Wildcats | East High's Cafeteria                |
| When There Was Me And You            | Gabriella                                | None                                     | East High's Science Lab and Hallways |
| Bop To The Top                       | Ryan a Sharpay                           | None                                     | East High's Auditorium               |
| Breaking Free                        | Troy a Gabriella                         | None                                     | East High's Auditorium               |
| We're All In This Together           | Troy, Gabriella, Ryan, Sharpay           | Wildcats                                 | East High School's Gym               |